# Plectocomiopsis wrayi
Plectocomiopsis wrayi är en enhjärtbladig växtart som beskrevs av Odoardo Beccari. Plectocomiopsis wrayi ingår i släktet Plectocomiopsis och familjen Arecaceae. Inga underarter finns listade i Catalogue of Life.